# Merian
Merian è un periodico mensile tedesco di viaggi. È stato fondato nel 1948 ed è pubblicato dalla Jahreszeiten Verlag di Amburgo. Ogni numero di questa pubblicazione è dedicato ad una città o regione specifica. Deve il suo nome al basilese Matthäus Merian.